# Abdon Demarneffe
Abdon Joseph Maximilien Demarneffe (Sint-Truiden, 17 november 1906 - 20 februari 1992) was een Belgisch politicus voor de CVP.

## Levensloop
Als licentiaat in de handels- en financiële wetenschappen werd Demarneffe actief als industrieel. Als beheerder in vennootschappen bezat hij eveneens een landbouwbedrijf.
Hij werd politiek actief voor de katholieken en vervolgens de CVP. Van 1936 tot 1938 en van 1946 tot 1949 was hij provincieraadslid van Limburg namens de partij. Van 1946 tot 1949 was hij gedeputeerde van de provincie.
Van 1938 tot 1946 en van 1952 tot 1976 was hij tevens gemeenteraadslid van Sint-Truiden, waar hij van 1939 tot 1946 schepen en van 1971 tot 1976 burgemeester was. Van 1949 tot 1971 zetelde hij bovendien in de Belgische Senaat als rechtstreeks gekozen senator voor het arrondissement Hasselt-Tongeren-Maaseik. Van 1958 tot 1968 was hij secretaris van de Senaat.
Tijdens de Tweede Wereldoorlog werd hij als politiek gevangene door de Duitsers opgepakt en zat tussen 1943 en 1945 in verschillende concentratiekampen.